# 遊行の砂持ち

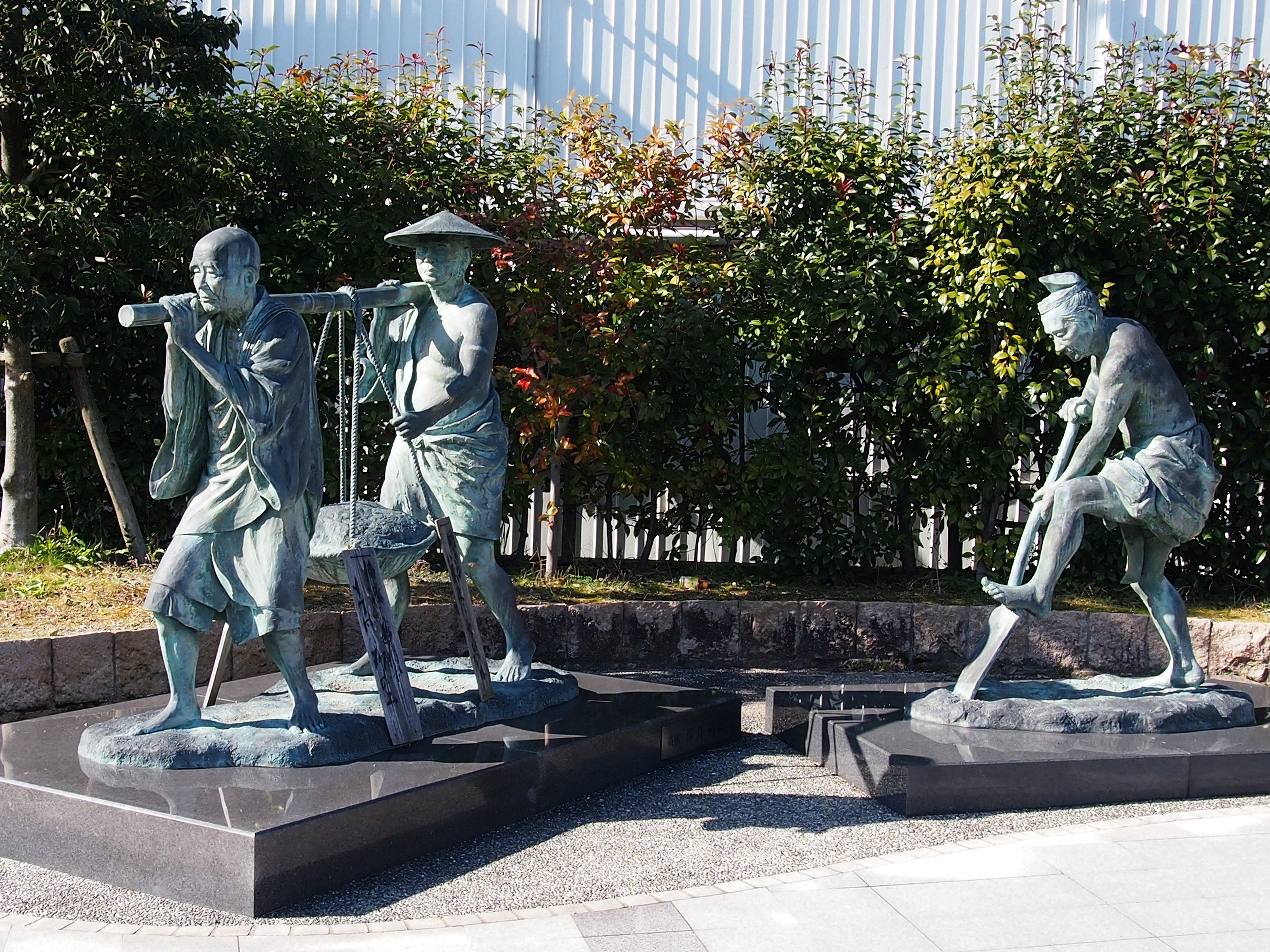
遊行上人のお砂持ち像

遊行の砂持ち（ゆぎょうのすなもち）は、鎌倉時代の正安3年（1301年）に、時宗の遊行上人二世の他阿が越前国に遊行（布教）した際、氣比社（のちの氣比神宮）の参道がぬかるみ民衆が難渋しているのを見て、自ら砂を運び修繕したという故事。この故事にちなみ、現在でも遊行上人の交代時にはお砂持ちの神事が行われている。

## 概要
他阿は建治3年（1277年）に豊後国において、時宗の始祖である一遍上人の門下となり、遊行をおこなった。正応2年（1289年）に一遍が亡くなると、他阿はその跡を継ぎ、北陸・関東を中心に遊行した。越前国における時宗の本格的な布教は、この他阿に始まり、越前国の時宗寺院のほとんどを開創したと伝えられる。
他阿は正安3年（1301年）に敦賀で遊行し、真言宗より時宗に改宗した西方寺に入り、ここから氣比社に参詣した。その当時、西方寺から氣比社へ向かう参道には沼地があり、ぬかるんで参詣の妨げとなっており、他阿は宗徒・氣比の神官・民衆とともに、もっこを担いで海岸から砂を運び、沼地を埋め立て参道を整備したという。これ以降、現在でも神奈川県藤沢市の時宗総本山清浄光寺（通称：遊行寺）の法主（遊行上人）が代わると、福井県敦賀市の氣比神宮でお砂持ちの神事が行なわれている。最近では、平成17年（2005年）5月15日に「遊行の砂持ち」が11年ぶりに行われた。
他阿らにより整備された参道は三丁縄手と呼ばれ、氣比社の門前町として賑わうようになった。他阿はまた、氣比社前の護持を願い、自らの彫像を西方寺の堂に安置した。同堂は「御影堂」と呼ばれていたが、昭和20年（1945年）に戦災により焼失した。戦後、参道は道を挟んで両側にアーケードのある神楽町一丁目商店街となっている。

## 芭蕉と遊行の砂持ち
元禄2年（1689年）8月14日、松尾芭蕉は、『おくのほそ道』の旅で敦賀を訪れ、宿泊した出雲屋の亭主から「遊行の砂持ち」の故事を聞き、「月清し　遊行のもてる　砂の上」と詠んでいる。ちょうど芭蕉が訪れた年にもお砂持ちが行われていたという。この日、晴れた月夜のもと芭蕉は氣比社を参拝している。十五夜の月を楽しみにしていた芭蕉であるが、翌日は雨となった。なお「月清し」の原句とされる「なみだしくや　遊行のもてる　砂の露」の芭蕉真筆の短冊も残されている。

## 旧跡など

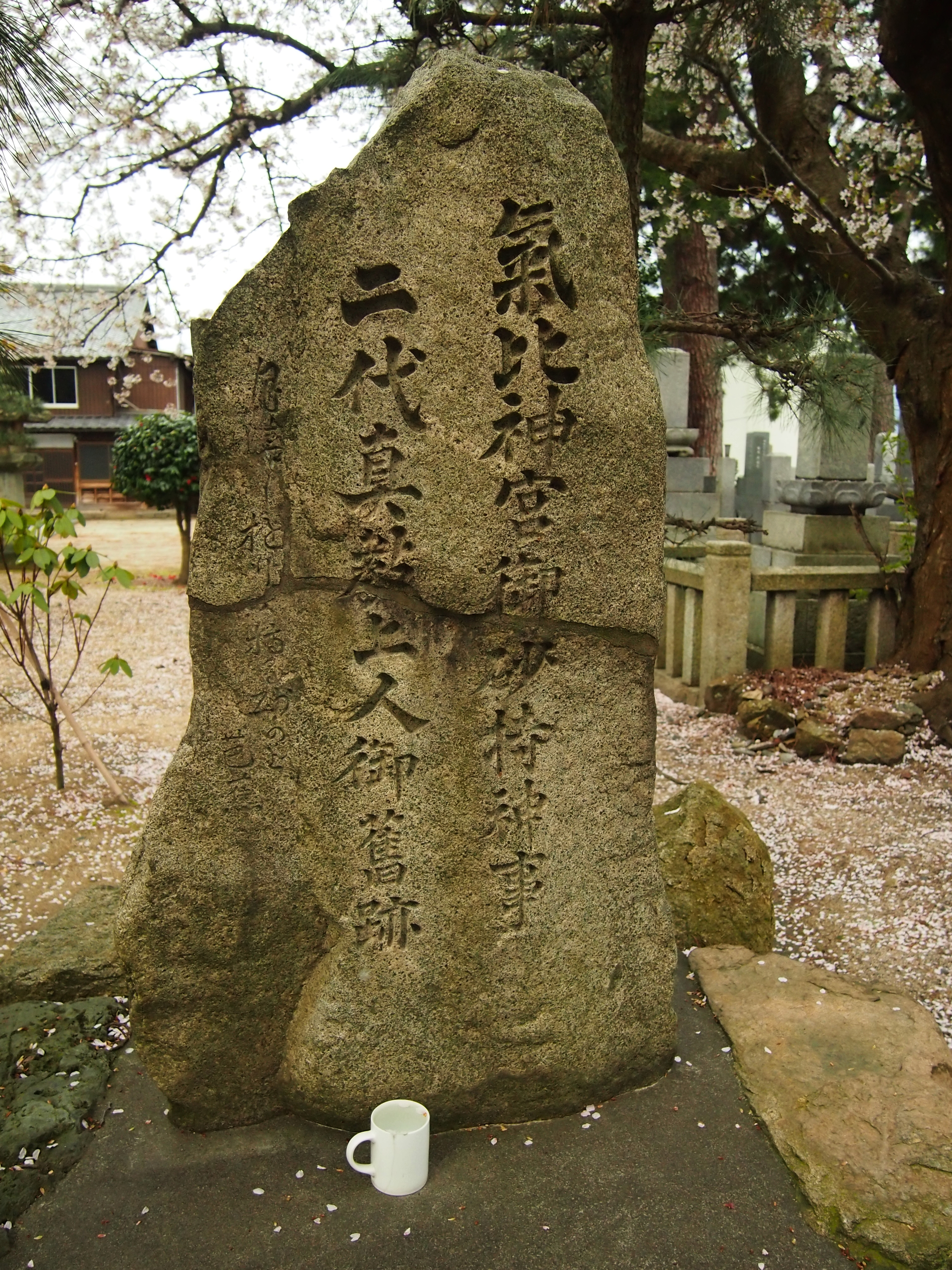
御砂持ち神事旧跡碑[8][3]：明治32年（1899年）に建立。「氣比神宮御砂持神事　二代眞教上人御舊跡　月清し　遊行の持てる　砂の上」の碑文を刻む。もとは神楽町の西方寺にあったが、昭和20年（1945年）敦賀空襲により寺院が焼失、昭和28年（1953年）に現在地の松島町来迎寺近くに移転し、石碑も移設された。
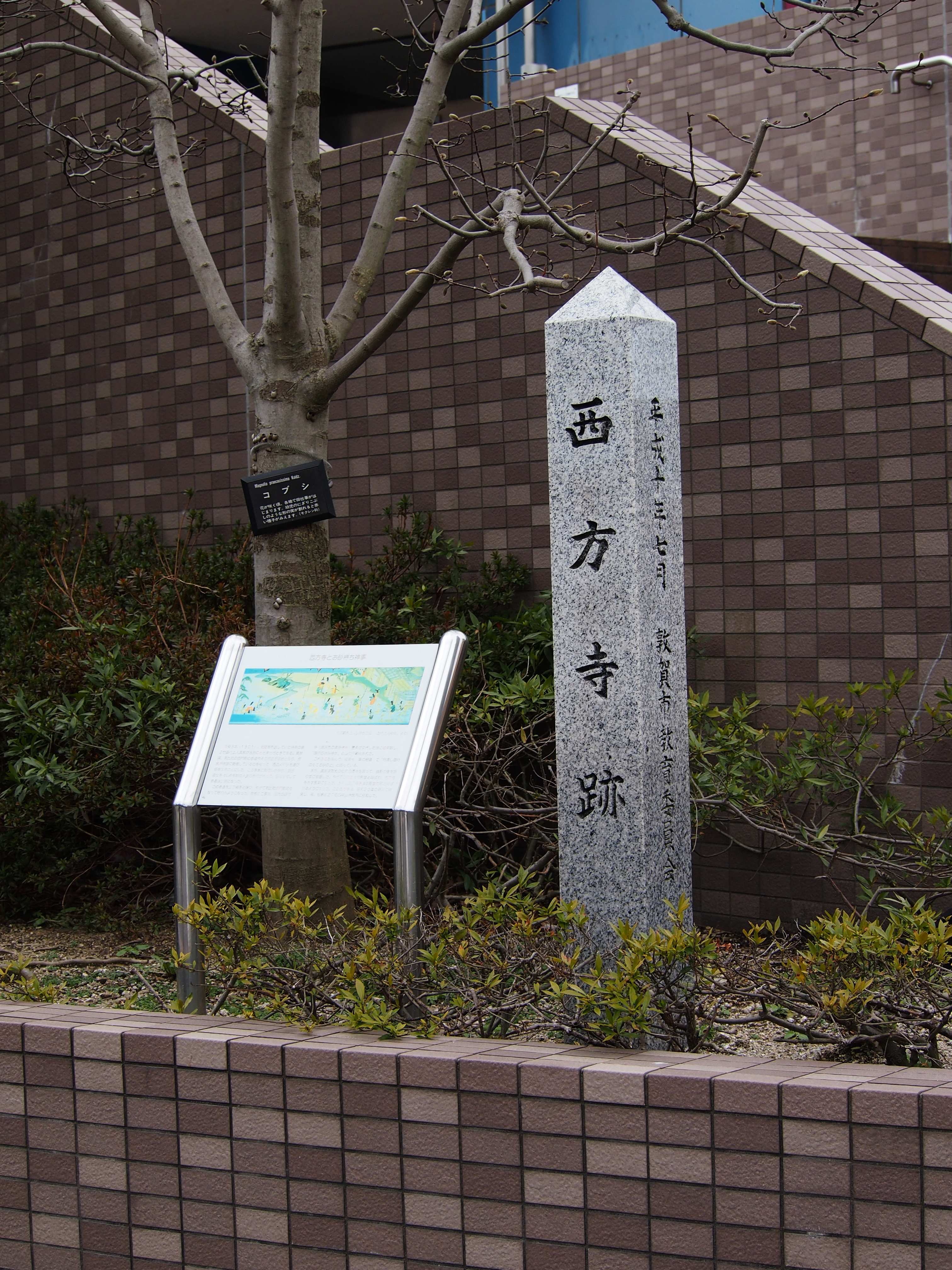
西方寺跡
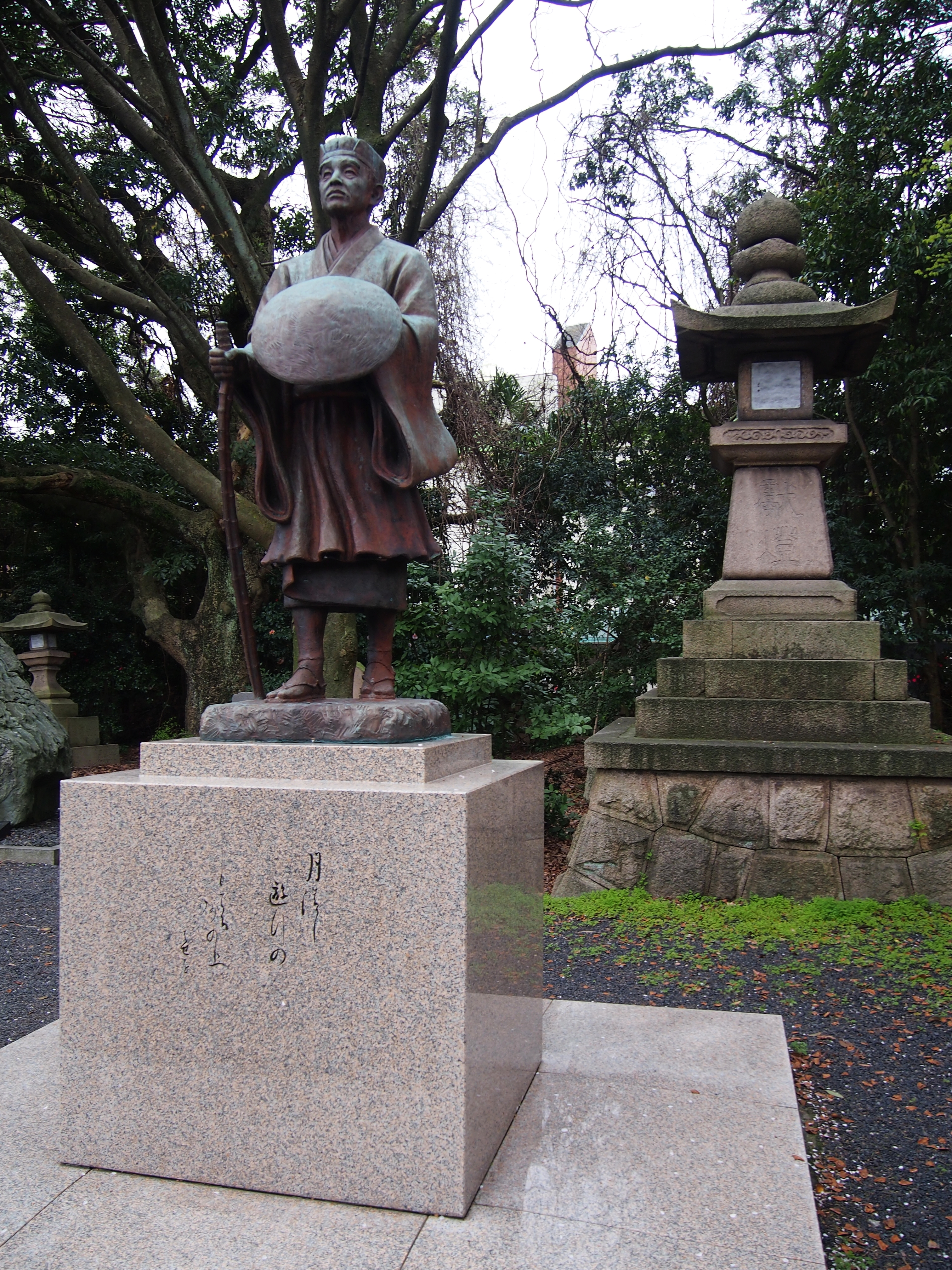
氣比神宮の芭蕉像
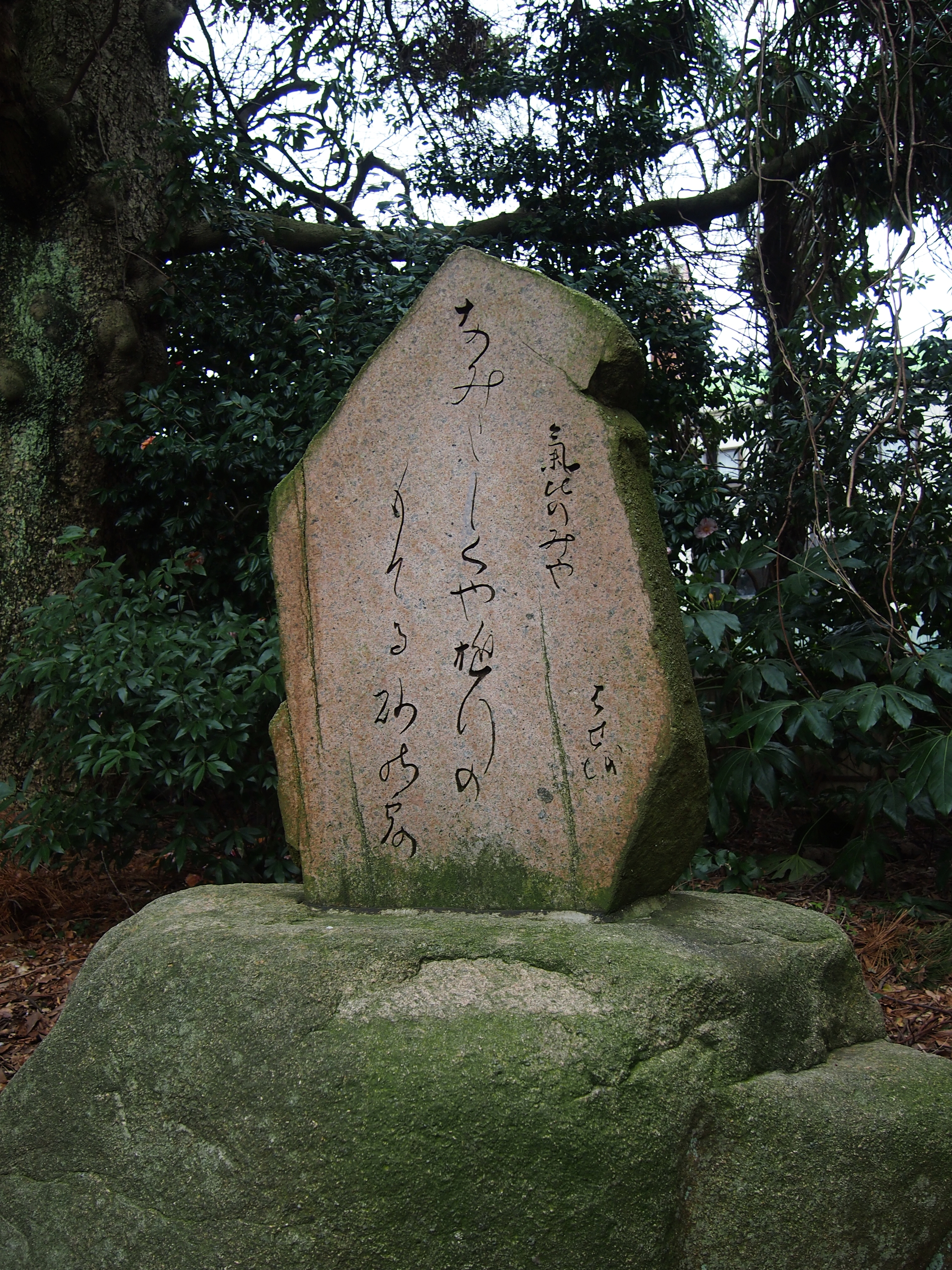
氣比神宮の芭蕉句碑（露塚）
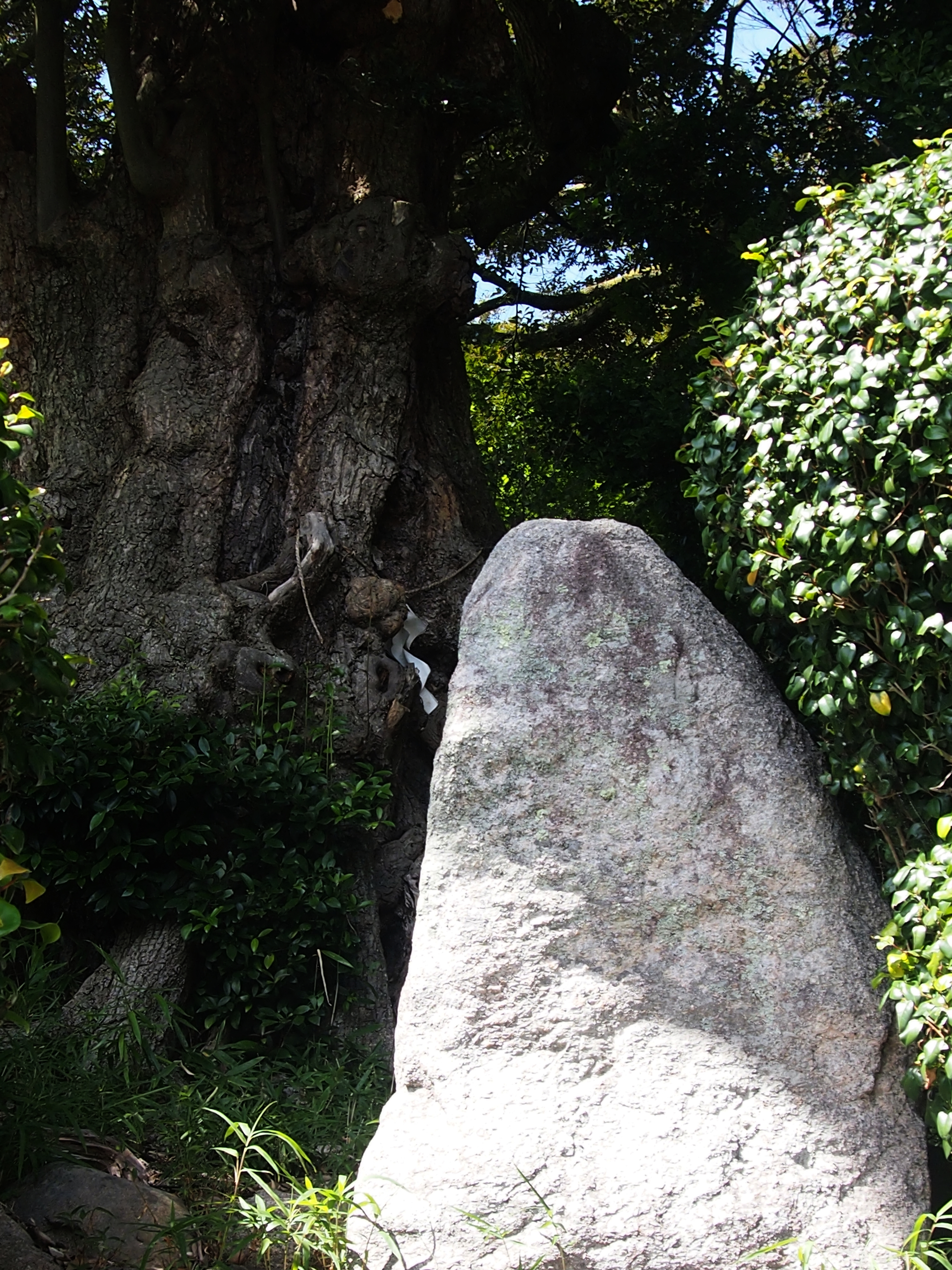
常宮神社の芭蕉句碑（遊行塚）
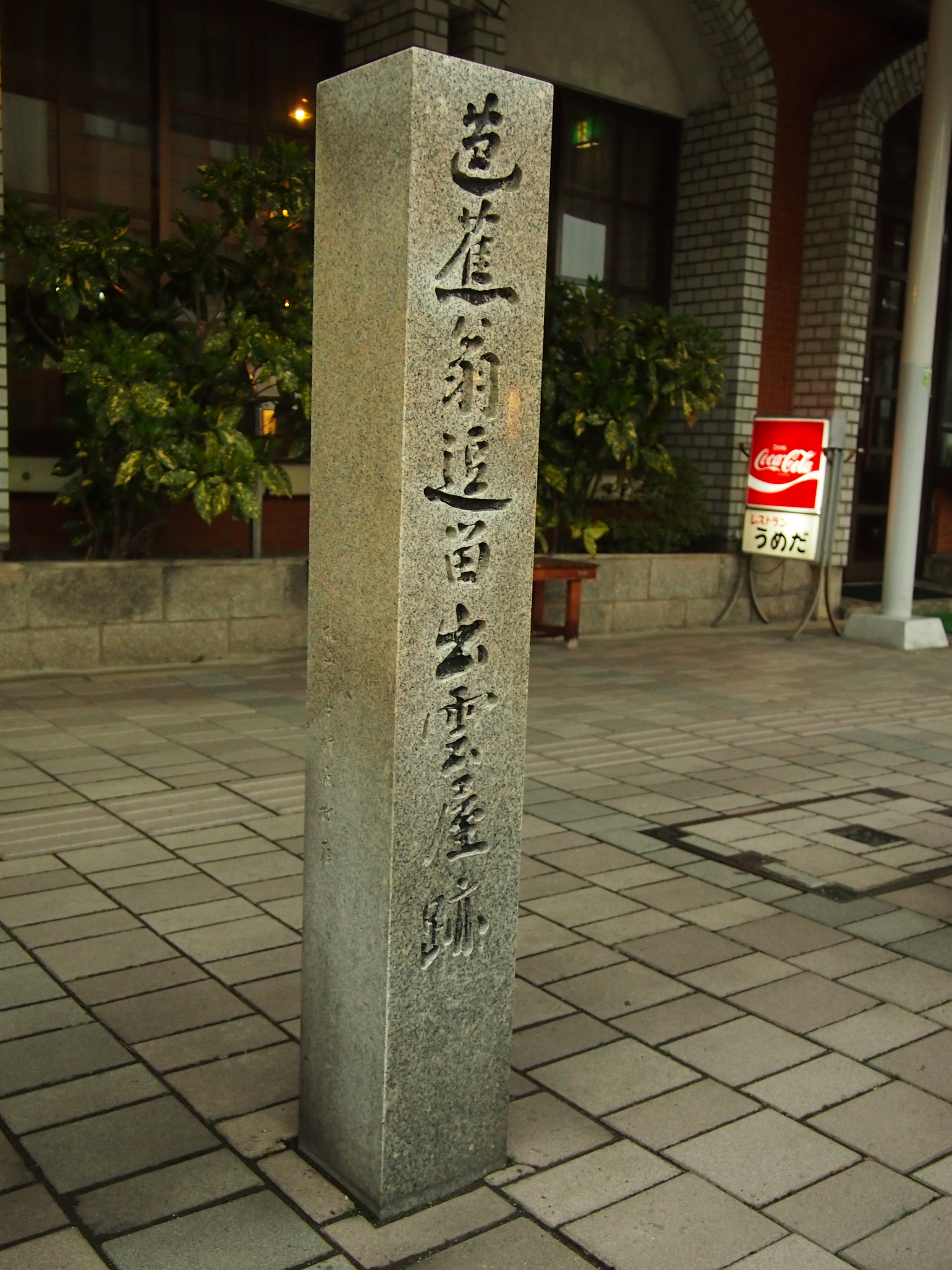
芭蕉が逗留した出雲屋跡

- 西方寺跡：神楽町2丁目のキッズパークつるが（旧・原子力PR施設アクアトム）前に標柱が建つ。御砂持ち神事の由来の説明板も設置されている。この場所には、戦前は氣比神宮の大鳥居と向かい合うように御影堂があり、神楽町の古名「めんどまえ（御影堂前）」の由来となっていた[8]。

- 芭蕉句碑：氣比神宮と常宮神社に句碑がある[9]。
  - 芭蕉銅像：氣比神宮内の銅像の台座に「月清し」の句が刻まれている。昭和57年（1982年）除幕。
  - 露塚：上記芭蕉像の後方に設置。「なみだしくや」の句碑。昭和31年（1956年）建立。
  - 遊行塚：常宮神社に「月清し」の句碑があるが、風化が進み判読が困難である。文政5年（1822年）建立。遊行上人のお砂持ち神事のあと、常宮神社にも参拝し、和歌を奉納することとなっており、その関係で設置されたと見られている。

- 遊行上人御砂持ち銅像：国道8号を挟んで氣比神宮大鳥居の正面にもっこを担いだ遊行上人他阿の銅像が設置されている。

- 出雲屋跡[3]：相生町商店街のレストランうめだ前に「芭蕉翁逗留出雲屋跡」と刻まれた標柱が建てられている。旧町名では唐仁橋町にあたる。

- 遊行の砂持ちの旧跡北緯35度39分2.2秒 東経136度3分32.3秒 / 北緯35.650611度 東経136.058972度
- 西方寺跡北緯35度39分13.1秒 東経136度4分12.7秒 / 北緯35.653639度 東経136.070194度
- 氣比神宮の芭蕉像北緯35度39分15.7秒 東経136度4分29.2秒 / 北緯35.654361度 東経136.074778度
- 氣比神宮の芭蕉句碑（露塚）北緯35度39分15.5秒 東経136度4分29.8秒 / 北緯35.654306度 東経136.074944度
- 常宮神社の芭蕉句碑（遊行塚）北緯35度41分22.5秒 東経136度1分46.6秒 / 北緯35.689583度 東経136.029611度
- 芭蕉が逗留した出雲屋跡北緯35度39分20.7秒 東経136度4分11.7秒 / 北緯35.655750度 東経136.069917度